# Lompe

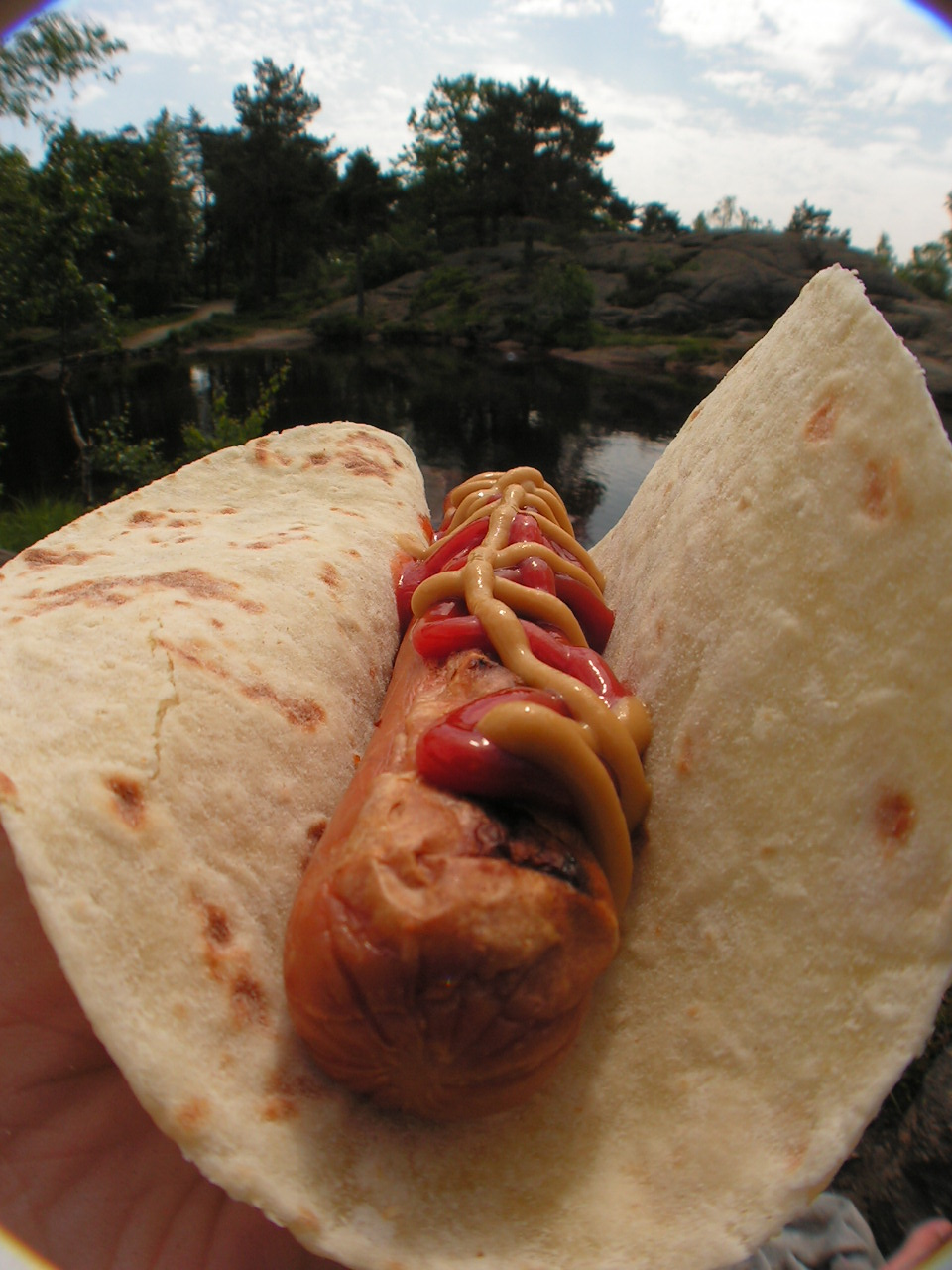
Grillkorv i lompe.

Lompe, potetlompe, potetkake eller potetlefse, är en i Norge vanligt förekommande ojäst potatispannkaka, -läfsa eller -tunnbröd. Den är mjuk och typiskt två milimeter tjock.
Lomper lagas genom att en deg görs av en blandning av kokt potatis och en begränsad mängd vete- och/eller annat mjöl, tillsatt med litet salt, vilken gräddas på en pannkakslagg eller ett stekbord. De kan ätas som egen rätt, ofta som dessert med kanel, socker och smör, eller tillsammans med andra rätter som korv eller rakfisk. I Norge är det vanligt att som snabbmat servera kokt eller grillad korv inrullad i en lompe, till exempel i gatukök och på bensinstationer.  
Potatis blev vanlig i Norge mot slutet av 1700-talet. Dessförinnan gjordes lomper, eller hällkakor, där av havremjöl eller kornmjöl och vatten. Potatis ersatte senare vattnet i degen. Förr åts potatiskakor normalt som de var, eller på söndagar serverade med smör, prim eller fatost, ibland rømme och socker.